# Гидравлические и пневматические схемы

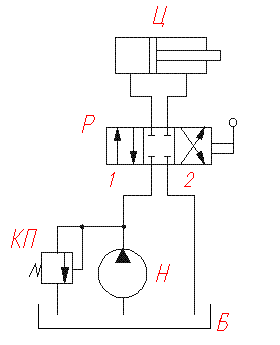
Простейшая принципиальная гидравлическая схема гидропривода (код Г3)

Гидравли́ческая (пневмати́ческая) схе́ма — это технический документ, содержащий в виде условных графических изображений или обозначений информацию о строении изделия, его составных частях и взаимосвязи между ними, действие которого основывается на использовании  энергии сжатой жидкости (газа). Гидравлическая схема является одним из видов схем изделий и обозначаются в шифре основной надписи литерой «Г» (пневматическая — литерой «П»).
Гидравлические и пневматические схемы в зависимости от их основного назначения подразделяются на следующие типы:
- структурные;
- принципиальные;
- схемы соединений.

## Структурные гидравлические (пневматические) схемы
На структурной схеме элементы и устройства изображают в виде прямоугольников, внутри которых  вписывают наименование соответствующей функциональной части. Все элементы связаны между собой линиями взаимосвязи (сплошные основные линии), на которых принято указывать направления потоков рабочей среды по ГОСТ 2.721-74 Графическое построение схемы должно давать как можно более наглядное представление о последовательности взаимодействия функциональных частей в изделии.
При большом количестве функциональных частей допускается вместо наименований, типов и обозначений проставлять порядковые номера справа от изображения или над ним, как правило, сверху вниз в направлении слева направо. В этом случае наименования, типы и обозначения указывают в таблице, которую располагают на полях схемы. Этот вид схем обозначаются в шифре основной надписи символами Г1 (или П1, для пневматических).

## Принципиальные гидравлические (пневматические) схемы
На принципиальной схеме изображают все гидравлические (пневматические) элементы или устройства, необходимые для осуществления и контроля в изделии заданных гидравлических (пневматических) процессов, и все гидравлические (пневматические) связи между ними. При этом используются графические условные обозначения:
- для гидроаккумуляторов, кондиционеров, гидробаков и других элементов – по ГОСТ 2.780-96[4];
- для распределителей и контрольно-измерительных устройств – по ГОСТ 2.781-96[5];
- для насосов и гидродвигателей (пневмодвигателей) – по ГОСТ 2.782-96[6].

Каждый элемент должен иметь позиционное обозначение, которое состоит из литерного обозначения и порядкового номера. Литерное обозначение должно представлять собой укороченное наименование элемента, составленное из его начальных или характерных букв, например: клапан — К, дроссель — ДР. Порядковые номера элементов (устройств) следует присваивать, начиная с единицы, в границах группы элементов (устройств), которым на схеме присвоено одинаковое литерное позиционное обозначение, например, Р1, Р2, Р3 и т.д., К1, К2, К3 и т.д.
Литерные позиционные обозначения основных элементов:
- Устройство (общее обозначение) — А
- Гидроаккумулятор (пневмоаккумулятор) — АК
- Аппарат теплообменный — AT
- Гидробак — Б
- Влагоотделитель — ВД
- Вентиль — ВН
- Гидровытеснитель — ВТ
- Пневмоглушитель — Г
- Поворотный гидродвигатель (поворотный пневмодвигатель) — Д
- Делитель потока — ДП
- Гидродроссель (пневмодроссель) — ДР
- Гидрозамок (пневмозамок) — ЗМ[2]
- Гидроклапан (пневмоклапан) — К
  - Гидроклапан (пневмоклапан) выдержки времени — КВ
  - Гидроклапан (пневмоклапан) давления — КД
  - Гидроклапан (пневмоклапан) обратный — КО
  - Гидроклапан (пневмоклапан) предохранительный — КП
  - Гидроклапан (пневмоклапан) редукционный — КР
- Компрессор — КМ
- Гидромотор (пневмомотор) — М
- Манометр — МН
- Гидродинамическая передача — МП
- Маслораспылитель — МР
- Гидродинамическая муфта — МФ
- Насос — Н
  - Насос аксиально-поршневой — НА
  - Насос-мотор — НМ
  - Насос пластинчастый — НП
  - Насос радиально-поршневой — HP
- Пневмогидропреобразователь — ПГ
- Гидропреобразователь — ПР
- Гидрораспределитель — Р
  - Реле давления — РД
  - Гидроаппарат (пневмоаппарат) золотниковый — РЗ
  - Гидроаппарат (пневмоаппарат) клапанный — РК
  - Регулятор потока — РП
- Ресивер — PC
- Сепаратор — С
- Сумматор потоков — СП
- Термометр — Т
- Гиродинамический трансформатор — ТР
- Устройство выпуска воздуха — УВ
- Гидроусилитель — УС
- Фильтр — Ф
- Гидроцилиндр (пневмоцилиндр) — Ц

На принципиальной схеме должны быть однозначно обозначены все элементы, входящие в состав изделия и изображённые на схеме.
Данные об элементах должны быть занесены в перечень элементов. При этом связь перечня с условными графическими обозначениями элементов должна осуществляться через позиционные обозначения. Перечень элементов размещают на первом листе схемы или выполняют в виде самостоятельного документа.
Эти схемы обозначаются в шифре основной надписи символами Г3 (П3').

## Схемы соединений
На схемах соединений кроме всех гидравлических и пневматических элементов показывают также трубопроводы и элементы соединений трубопроводов. При этом соединения трубопроводов показывают в виде упрощённых внешних очертаний, а сами трубопроводы — сплошными основными линиями.
Расположение графических обозначений элементов и устройств на схеме должно приблизительно отвечать действительному размещению элементов и устройств в изделии. Допускается на схеме не показывать расположение элементов и устройств в изделии, если схему выполняют на нескольких листах или расположение элементов и устройств на месте эксплуатации неизвестно.
На схеме возле графических обозначений элементов и устройств указывают позиционные обозначения, присвоенные им на принципиальной схеме. Возле или внутри графического обозначения устройства и рядом с графическим обозначением элемента допускается указывать его наименование и тип и (или) обозначение документа, на основании которого устройство использовано, номинальные значения основных параметров (давление, подача, расход и т.п.).
Эти схемы обозначаются в шифре основной надписи символами Г4 (П4).